# Bae Hyun Sung
Bae Hyun-sung (coréen : 배현성; né le 3 mai 1999) est un acteur sud-coréen du groupe Awesome ENT. Il a joué dans la web-série coréenne Love Playlist, les séries télévisées Extraordinary You (2019), Our Blues (2022) et Family by Choice (2024).

## Carrière

### 2018-présent: Débuts d'acteur
Bae commence sa carrière en tant qu'acteur et fait ses débuts dans la web-série Love Playlist . Il a fait plusieurs apparitions dans des films comme The Divine Fury (2019), The Most Ordinary Romance (2019) et dans des séries télévisées comme What's Wrong with Secretary Kim (2018). Il a interprété Park Ha-neul dans la quatrième saison de Love Playlist, partageant l’écran avec Kim Sae-ron et d’autres partenaires. Il a également fait partie du drame fantastique scolaire Extraordinary You (2019) et de la série télévisée acclamée par la critique Hospital Playlist, acclamée par la critique. L'un des rôles les plus importants qu'il a joué était dans le drame Our Blues, acclamé positivement par le public. 

## Filmographie

### Film
| Année | Titre                        | Rôle      | Remarques | Ref. |
| ----- | ---------------------------- | --------- | --------- | ---- |
| 2019  | La fureur divine             | Hyun-Sung |           |      |
| 2019  | La romance la plus ordinaire | Employé   |           |      |

### Séries télévisées
| Année     | Titre                           | Rôle              | Notes     | Ref. |
| --------- | ------------------------------- | ----------------- | --------- | ---- |
| 2018      | What's Wrong with Secretary Kim | stagiaire         |           |      |
| 2019      | Extraordinary You               | Baek Joon-hyun    |           |      |
| 2020–2021 | Hospital Playlist               | Jang Hong-do      | Saison1–2 |      |
| 2022      | Our Blues                       | Jung-hyun         |           |      |
| 2022      | Dear.M                          | Park Ha-neul      |           |      |
| 2022      | Gaus Electronics                | Baek Ma-tan       |           |      |
| 2023      | Miraculous Brothers             | Kang San          |           |      |
| 2024      | Family by Choice                | Kang Hae-jun      |           |      |
| 2024      | Love Your Enemy                 | young Yoon Jae-ho | Caméo     |      |
| 2024      | Hellbound 2                     | Eunyul            | Caméo     |      |

### Série Web
| Année     | Titre                   | Rôle         | Remarques      | Ref. |
| --------- | ----------------------- | ------------ | -------------- | ---- |
| 2018–2019 | Love Playlist           | Parc Ha-neul | Saisons 3 et 4 |      |
| 2019      | Le vlog de Pu Reum      | Parc Ha-neul |                |      |
| 2024      | Créature de Gyeongseong | Seung-Jo     | Saison 2       |      |